# Plac Czerwony w Moskwie
Plac Czerwony (ros. Красная площадь) – plac w Moskwie, położony w centrum miasta opodal Kremla (oficjalnej siedziby prezydenta Rosji). Ma 330 m długości i 70 m szerokości.

## Nazwa
Nazwa „plac Czerwony” nie ma komunistycznych odniesień – pochodzi od starosłowiańskiego przymiotnika красьнъ (piękny), co zachowało się w innych językach słowiańskich do dzisiaj – w tym w polskim, dla którego słowniki nadal podają słowo „krasny” w znaczeniu „piękny, urodziwy”. W języku rosyjskim natomiast słowo красный ma też znaczenie „czerwony”. Od XVI wieku w znaczeniu „piękny” stosowano je względem małego placu między soborem Wasyla Błogosławionego, Łobnym Miestem a Basztą Konstantyno-Jeleninską. Z czasem nazwa ta rozciągnęła się na cały pobliski niezabudowany obszar i w XVII wieku wyparła wcześniejszą nazwę „Pożar”. 
Kilka innych miast w Rosji – w tym Kursk, Peresław Zaleski, Suzdal, Krasnojarsk – posiada główne place o identycznej nazwie. 

## Historia
Pierwotnie plac Czerwony otaczała drewniana zabudowa, lecz z powodu niebezpieczeństwa pożaru usunięto ją na mocy edyktu Iwana III z 1493. Nowo otwarte miejsce było nazywane „Pożar” lub „Wypalone” i służyło za największe z moskiewskich targowisk. Następnie było wykorzystywane do uroczystości publicznych; czasem miały na nim miejsce koronacje rosyjskich carów. 
W czasach ZSRR plac Czerwony był najważniejszym reprezentacyjnym ośrodkiem życia publicznego tego państwa. Wybudowano tam mauzoleum Lenina, gdzie spoczywa zabalsamowane ciało wodza rewolucji październikowej. Odbywały się tu manifestacje pierwszomajowe i świąteczne parady wojskowe, co było powodem przebudowy placu i rozebrania soboru Kazańskiej Ikony Matki Bożej oraz Kaplicy Iwerskiej z Bramą Zmartwychwstania. Istnieje też wersja, uznawana za legendę miejską, o planie rozebrania charakterystycznego soboru Wasyla Błogosławionego, demonstrowanym Stalinowi przez Łazara Kaganowicza, który na makiecie nowego placu usuwał miniaturę tej budowli. Stalin miał wtedy polecić: Zostaw ją na [swoim] miejscu.
Dwie najbardziej znane parady wojskowe na placu Czerwonym odbyły się – pierwsza w 1941, kiedy prosto z defilady żołnierze Armii Czerwonej maszerowali na front znajdujący się tuż pod Moskwą, oraz druga w 1945 jako Parada Zwycięstwa przypieczętowująca tryumf nad niemiecką III Rzeszą i jej sojusznikami – w jej trakcie rzucano zdobyczne hitlerowskie sztandary na bruk przed mauzoleum Lenina.
28 maja 1987, w dniu święta rosyjskich sił obrony powietrznej, nieopodal placu Czerwonego wylądował niemiecki pilot Mathias Rust. 
W 1990, jako pierwszy obiekt w Rosji, plac Czerwony został wpisany na listę Światowego Dziedzictwa Kultury UNESCO.

## Zabytki
Przy placu Czerwonym znajdują się liczne cenne zabytki: sobór Wasyla Błogosławionego i Kreml, nieco dalej odrestaurowany sobór Kazańskiej Ikony Matki Bożej. Stronę północną zajmuje Państwowe Muzeum Historyczne, otoczone wieżami Kremla. Jedyną rzeźbą na całym placu jest wykonany z brązu pomnik Kuźmy Minina i Dmitrija Pożarskiego, którzy pomogli Moskwie wyprzeć z miasta Polaków w 1612, podczas wielkiej smuty. Niedaleko znajduje się Łobnoje Miesto, dawne miejsce ogłoszeń carskich dekretów i nielicznych egzekucji. Obecnie zwyczajowo mają tam miejsce uroczystości publiczne. 
W 1893 wzdłuż obrzeża placu zbudowano olbrzymi dom towarowy.

## Obrazy i zdjęcia

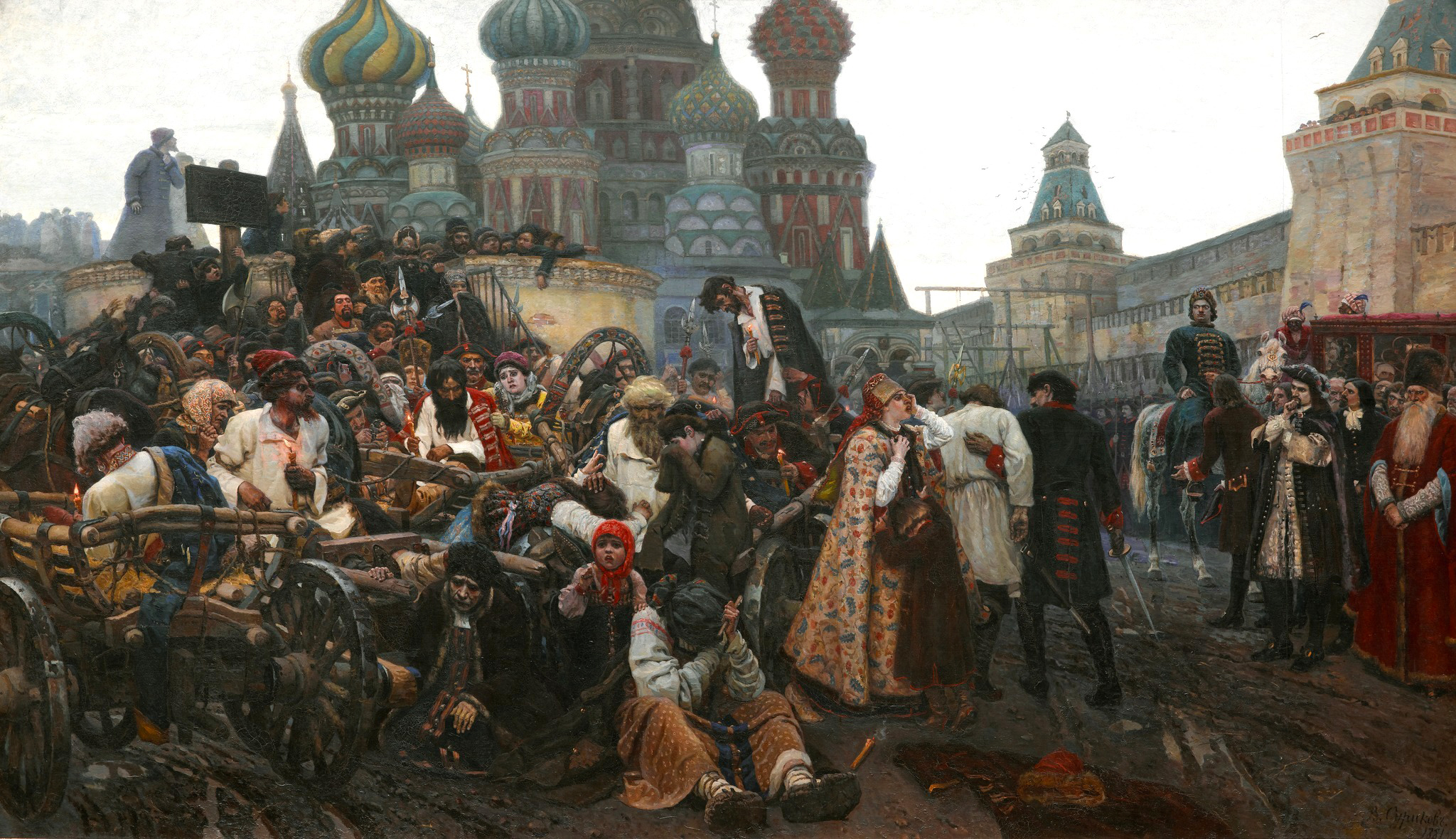
Bogatą historię placu Czerwonego uwiecznili w obrazach malarze (Wasilij Surikow, Konstantin Juon i inni)
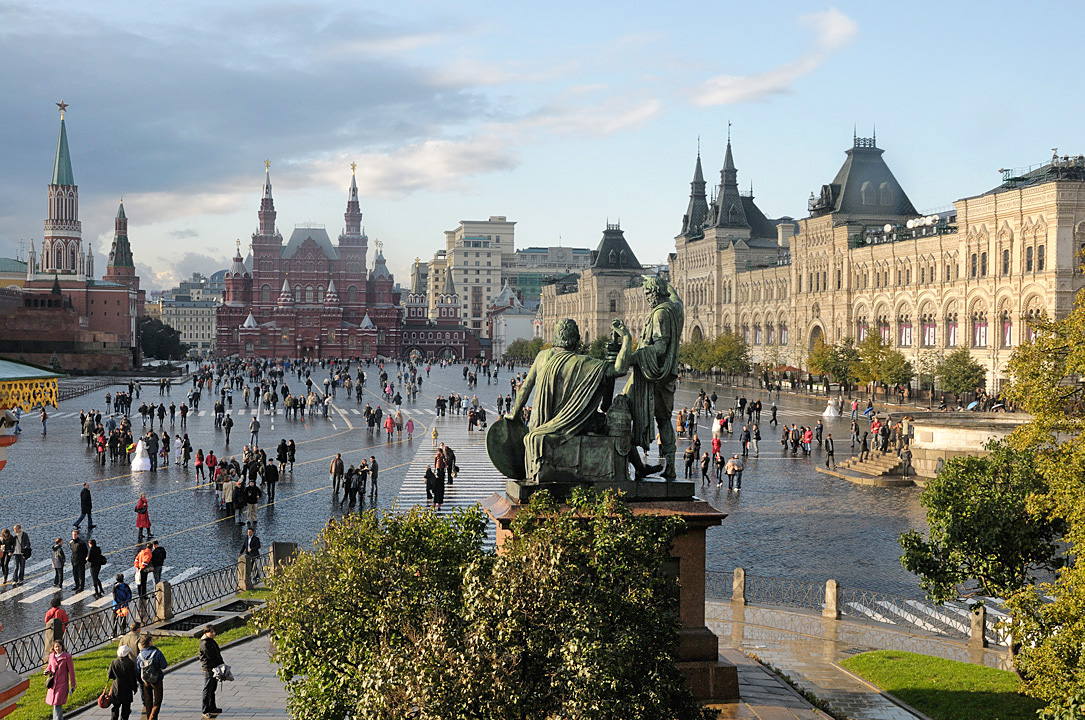
Plac Czerwony widziany z cerkwi Wasyla Błogosławionego
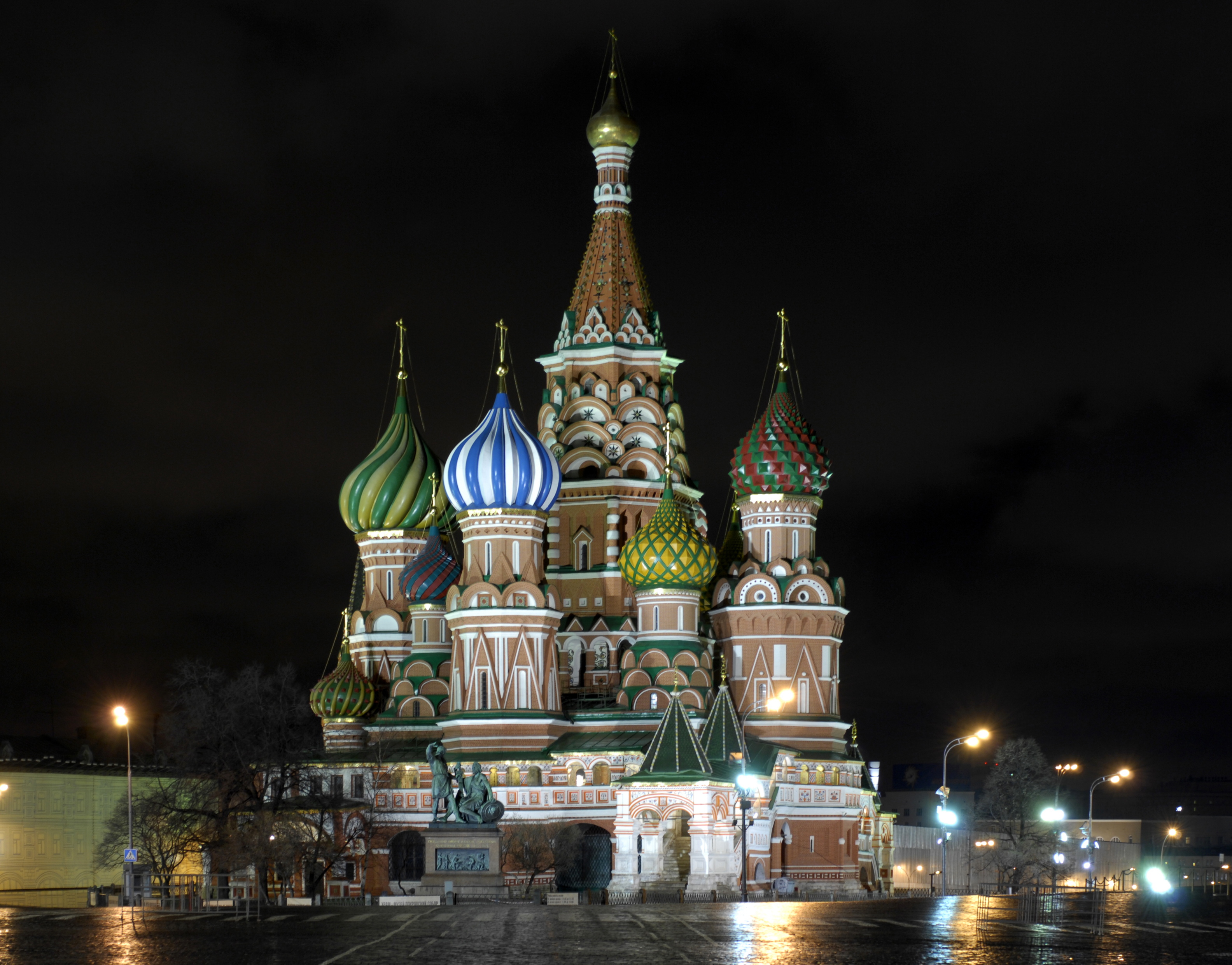
Cerkiew Wasyla Błogosławionego przy placu Czerwonym
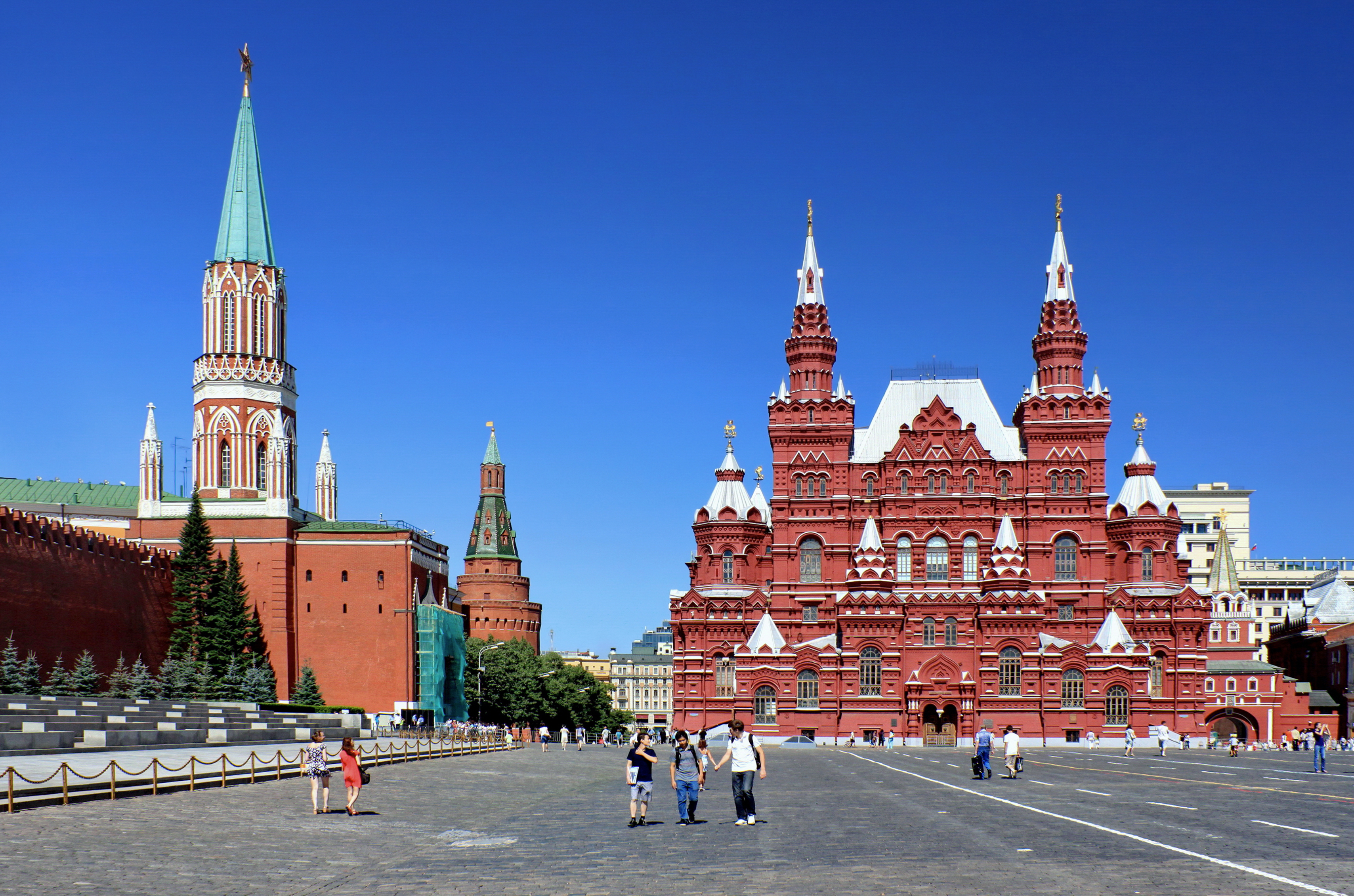
Państwowe Muzeum Historyczne, Baszta Narożna Arsenalna, Baszta Nikolska